# Sesame Street Jam: A Musical Celebration
Pour plus de détails, voir Fiche technique et Distribution.
Sesame Street Jam: A Musical Celebration est un téléfilm special américain réalisé par Jon Stone, Lisa Simon, Mustapha Khan et Ted May et sorti en 1994. Il se base sur l'émission télévisée pour enfants 1, rue Sésame.

## Fiche technique
- Titre original : Sesame Street Jam: A Musical Celebration
- Réalisation : Jon Stone, Lisa Simon, Mustapha Khan et Ted May
- Scénario : Luis Santeiro d'après l’œuvre de Judy Feudberg, Jeff Moss, Norman Stiles et Sara Compton
- Photographie : Michael Mayers
- Montage : John Tierney
- Musique : Christopher Cerf, Stephen Lawrence et Joe Raposo
- Costumes : Bill Kellard
- Décors : Nat Mongioi
- Casting : Marcia Shulman
- Producteur :
  - Producteur délégué : Arlene Sherman
  - Producteur associé : Karin Young Shiel
- Sociétés de production : Children's Television Workshop
- Sociétés de distribution : Children's Television Workshop
- Pays d'origine :  États-Unis
- Langue originale : anglais
- Format : couleur
- Genre : Comédie
- Durée : 50 minutes
- Dates de sortie : 
  - États-Unis : 6 mars 1994

## Distribution

### Vues réelles
- Carlo Alban : Carlo
- Alison Bartlett : Gina
- Lexine Bondoc : Lexine
- Ruth Buzzi : Ruthie
- Annette Calud : Celina
- Savion Glover : Savion
- Angel Jemmott : Angela
- Sonia Manzano : Maria
- Bob McGrath : Bob
- Jou Jou Papailler : Jamal

### Marionnettes et voix
- Caroll Spinney : Big Bird et Oscar
- Martin P. Robinson : Telly Monster
- Fran Brill : Prairie Dawn
- Jerry Nelson : Le Comte, The Amazing Mumford, Herry Monster et Biff
- Kevin Clash : Elmo, Natasha et Hoots
- David Rudman : Chicago Lion, Humphrey et Davey Monkey
- Joey Mazzarino : Joey Monkey
- James J. Kroupa : Bird in La La Line
- Noel MacNeal, Pam Arciero, Jim Martin et Bryant Young : marionnettistes
- Richard Hunt : Gladys la vache
- Frank Oz : Bert, Grover et Cookie Monster
- Carmen Osbahr : Rosita
- Christopher Cerf : Little Chrissy
- Nancy Cartwright : Bart Simpson
- Dan Castellaneta : Homer Simpson
- Julie Kavner : Marge Simpson
- Yeardley Smith : Lisa Simpson
- Jim Henson : Ernie, Kermit la grenouille et Guy Smiley
- Ladysmith Black Mambazo, En Vogue, Maya Angelou, Marilyn Horne, Queen Latifah, Los Lobos, Aaron Neville, Little Richard, Garth Brooks, Michael Chang, John Goodman, Bill Irwin, Kevin Kline, Cheech Marin, The Neville Brothers, Rosie O'Donnell, Jason Samuels, David Shiner, Marisa Tomei, María Conchita Alonso, Candice Bergen, Ray Charles, Chubby Checker, Glenn Close, Tyne Daly, Geena Davis, Bo Diddley, Roger Ebert, Jeff Goldblum, Whoopi Goldberg, Kadeem Hardison, Charlayne Hunter-Gault, Bo Jackson, Kid 'n Play, Robert MacNeil, Lou Diamond Phillips, Julia Roberts, Gene Siskel, Jeffrey L. Smith, Tracey Ullman, Blair Underwood, Malcolm-Jamal Warner et Robin Williams : eux-mêmes